# 박대수
박대수(朴大壽, 1960년 8월 30일~)는 대한민국의 노동조합단체인 출신 정치인이다.
서울특별시 강서을 지역구 22대 총선을 준비하고 있다. 
22대 총선에서 국민의힘은 박대수 초선 의원과 원내대표를 엮임했었던 3선 김성태 전 의원이 경선에서 맞붙을 예정이다.  

## 학력
- 인천삼목초등학교 장봉분교(졸업)
- 인천광성중학교(졸업)
- 정석항공과학고등학교(졸업)
- 한국항공대학교(항공경영학, 석사)

## 경력
- 1994.05~2002: 대한항공노동조합 위원장
- 1996.11~2002: 전국연합노동조합연맹 부위원장
- 2005~2014: 한국노동조합총연맹 서울특별시지역본부 의장
- 2006.03: 서울시자원봉사센터 이사
- 2006.11: 서울지방노동위원회 근로자위원
- 2014.03~2020.02: 한국노동조합총연맹 상임부위원장
- 2014.09~2015.09: 경제사회발전노사정위원회 노동시장구조개선특별위원회 위원
- 2020.08~2020.09: 미래통합당 노동위원회 위원장
- 2020.09~2023.05: 국민의힘 노동위원회 위원장
- 2020.12: 국민의힘 노동혁신특별위원회 위원
- 2021.03~2021.04: 국민의힘 4.7 재보궐선거 중앙선거대책위원회 노동본부장
- 2021.03~2021.04: 국민의힘 4·7재보궐선거 서울시장 보궐선거 선거대책위원회 정책특별본부 서울미래산업본부장
- 2021.10~2021.11: 국민의힘 윤석열 제20대 대통령 선거 예비후보 국민캠프 노동위원장
- 2021.12~2022.01: 국민의힘 선거대책위원회 직능총괄본부 노동정책지원본부장
- 2022.01~2022.03: 국민의힘 제20대 대통령 선거 선거대책본부 직능본부 노동정책지원본부장
- 2022.04~2023.04: 국민의힘 원내부대표
- 2022.09~2022.09: 국민의힘 원내대표와 국회 운영위원장 선출을 위한 선거관리위원회 위원
- 2022.09: 국민의힘 규제개혁추진단 위원
- 2022.10~2022.10: 국민의힘 당 국회부의장 후보자 선출 선거관리위원회 위원
- 2022.12~2022.12: 국민의힘 당 상임위원장 후보자 선출 선거관리위원회 위원
- 2023.03~2023.04: 국민의힘 원내대표와 국회 운영위원장 선출을 위한 선거관리위원회 위원
- 2023.05: 국민의힘 노동개혁특별위원회 부위원장
- 2023.07: 국민의힘 약자와의동행위원회 사회안전분과 위원
- 2023.08: 국민의힘 노동위원회 고문
- 2023.11~2024.02: 국민의힘 뉴시티프로젝트 특별위원회 위원
- 2024.08~: 공항철도 사장

### 의정 활동
- 2020.05~2024.05: 제21대 국회의원(비례대표, 미래한국당→미래통합당→국민의힘)
  - 2020.07~2022.05: 제21대 국회 전반기 환경노동위원회 위원
  - 2020.07~2024.05: 국회 포스트코로나 경제연구포럼 구성의원
  - 2022.07~2024.05: 제21대 국회 후반기 환경노동위원회 위원
    - 제21대 국회 후반기 환경노동위원회 고용노동법안심사소위원회 위원

  - 2022.07~2022.07: 제21대 국회 후반기 예산결산특별위원회 위원

## 역대 선거 결과
| 실시년도 | 선거   | 대수 | 직책     | 선거구   | 정당       | 득표수       | 득표율          | 순위          | 당락 | 비고 |
| -------- | ------ | ---- | -------- | -------- | ---------- | ------------ | --------------- | ------------- | ---- | ---- |
| 2020년   | 총선   | 21대 | 국회의원 | 비례대표 | 미래한국당 | 9,441,520 표 | \| \| 33.84% \| | 비례대표 10번 |      | 초선 |
|          | 33.84% |      |          |          |            |              |                 |               |      |      |

## 같이 보기
- 대한민국 제21대 국회의원 선거 미래한국당 후보 목록#비례대표